# Zirkowitz
Zirkowitz (polnisch Żerkowice, 1936–1945 Erlental O.S., schlonsakisch Żyrkowicy) ist ein Stadtteil der Stadt Oppeln. Bis 2016 lag die oberschlesische Ortschaft in der Gemeinde Comprachtschütz im Powiat Opolski (Landkreis Oppeln).

## Geographie

### Geographische Lage
Zirkowitz liegt drei Kilometer nordöstlich vom ehemaligen Gemeindesitz Comprachtschütz und sieben Kilometer westlich von der Kreisstadt und Woiwodschaftshauptstadt Opole. Durch den Ort verläuft in West-Ost-Richtung die Landstraße Droga wojewódzka 435 sowie der Bach Prószkowski Potok. Zirkowitz liegt in der Nizina Śląska (Schlesischen Tiefebene) innerhalb der Równina Opolska (Oppelner Ebene). Nördlich des Ortes verläuft die Bahnstrecke Bytom–Wrocław.

### Nachbarorte
Nachbarorte von Zirkowitz sind im Südosten Chmiellowitz (Chmielowice), Nordwesten Mechnice (Muchenitz) sowie im Nordosten Zaodrze (Odervorstadt).

## Geschichte

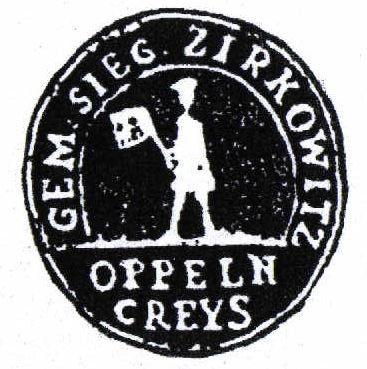
Altes Siegel der Gemeinde Zirkowitz

Der Ort wurde erstmals um 1274 urkundlich erwähnt.
Nach dem Ersten Schlesischen Krieg 1742 fiel Zirkowitz mit dem größten Teil Schlesiens an Preußen.
Nach der Neuorganisation der Provinz Schlesien gehörte die Landgemeinde Zirkowitz ab 1816 zum Landkreis Oppeln im Regierungsbezirk Oppeln. 1861 zählte der Ort 185 Einwohner. 1865 zählte Zirkowitz 5 Bauern, 1 Halbauern, 5 Gärtner, 3 Ackerhäusler, 7 Angerhäusler und 13 Einlieger. Der Ort gehörte zur Pfarrei in Oppeln. Die Schule befand sich in Chmiellowitz. 1874 wurde der Amtsbezirk Chmiellowitz  gegründet, welcher die Landgemeinden Chmiellowitz, Dziekanstwo, Rothhaus und Zirkowitz sowie den Gutsbezirk Chmiellowitz
Bei der Volksabstimmung in Oberschlesien am 20. März 1921 stimmten 123 Wahlberechtigte für einen Verbleib bei Deutschland und 65 für Polen. Zirkowitz verblieb beim Deutschen Reich. 1933 lebten im Ort 387 Einwohner. Am 10. August 1936 wurde der Ort in Erlental O.S. umbenannt. 1939 hatte der Ort 378 Einwohner. Bis 1945 befand sich der Ort im Landkreis Oppeln.
1945 kam der bisher deutsche Ort unter polnische Verwaltung, wurde in Żerkowice umbenannt und der Woiwodschaft Schlesien angeschlossen. 1950 kam der Ort zur Woiwodschaft Opole. 1999 kam der Ort zum wiedergegründeten Powiat Opolski. Am 4. Juni 2009 wurde in der Gemeinde Comprachtschütz, der Zirkowitz angehörte, Deutsch als zweite Amtssprache eingeführt und am 1. Dezember 2009 erhielt der Ort zusätzlich den amtlichen deutschen Ortsnamen Zirkowitz. Zum 1. Januar 2017 wurde Zirkowitz in die Stadt Oppeln eingemeindet.